# Учебный художественный музей имени Ивана Цветаева
Уче́бный худо́жественный музе́й и́мени И. В. Цвета́ева — московский государственный учебный художественный музей, отдел Государственного музея изобразительных искусств имени А. С. Пушкина в Москве и составная часть Музейного центра Российского государственного гуманитарного университета (РГГУ). Открыт 30 июня 1997 года в здании РГГУ в Москве по инициативе директора ГМИИ имени А. С. Пушкина Ирины Александровны Антоновой.
Учебный художественный музей носит имя Ивана Владимировича Цветаева, создателя и первого директора Музея изящных искусств имени императора Александра III при Императорском Московском университете (ныне — Государственный музей изобразительных искусств имени А. С. Пушкина).
По состоянию на декабрь 2020 года в экспозицию музея входят более 750 экспонатов цветаевской коллекции слепков ГМИИ имени А. С. Пушкина, выполненных с произведений искусства начиная с периода античности и заканчивая эпохой Возрождения.

## История

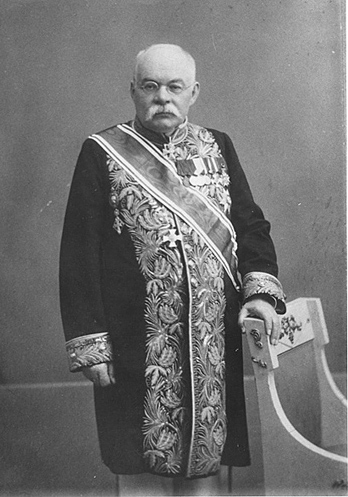
Фотография Ивана Владимировича Цветаева, 1913 год

Коллекция была сформирована в начале XX века для Музея изящных искусств имени Александра III, открытие которого состоялось в 1912 году по инициативе профессора Императорского Московского университета Ивана Владимировича Цветаева. На начало XX века многие оригиналы знаменитых памятников искусства было невозможно приобрести, поэтому Цветаев принял решение создать учебную площадку для студентов на основе коллекции слепков с классических произведений. В первой экспозиции музея были представлены копии скульптур античности и раннего Средневековья, однако со временем собрание стало включать в себя слепки с работ эпохи Возрождения. К 1930-м годам экспозиция музея увеличилась настолько, что большая часть коллекции была помещена в запасники.
30 июня 1997 года по инициативе директора ГМИИ имени А. С. Пушкина Ирины Александровны Антоновой и учебного отдела РГГУ в помещениях университета был создан Учебный художественный музей имени И. В. Цветаева, основу которого составили слепки Пушкинского музея, ставший отделом ГМИИ имени А. С. Пушкина и составной частью Музейного центра РГГУ.
Изначально я обратилась с этим предложением в МГУ, где Иван Владимирович Цветаев был профессором. Но там заявили, что у них нет подходящего помещения. Меня несколько поразило отсутствие понимания того, что значит музей при университете. И я нашла горячую и немедленную поддержку в РГГУ. Было тоже непросто, потому что проблема свободных помещений всегда очень сложная, но она не испортила наших отношений, а, наоборот, укрепила. Музей получил замечательные залы, в которых развернул свои коллекции.
Я испытываю огромное удовлетворение от того, как показаны экспонаты, как с ними знакомятся студенты, как они размещены и вообще от того, что они в этом доме значат. Думаю, для любого студента это не может пройти бесследно — почти каждый день видеть памятники, и древнеегипетские, и античные, и средневековые.Ирина Антонова на открытии музея.
Коллекцию разместили в бывшем актовом зале Высшей партийной школы, а также в холле здания университета на улице Чаянова.
К 20-летию музея в 2017 году открылась художественная выставка работ студентов РГГУ «Ровесники».

## Экспозиция
Выставочное пространство расположено в семи залах, экспозиция показывает развитие искусства от античности до периода позднего возрождения в XVI веке. Всего собрание состоит из 750 слепков с памятников искусства стран Древнего Египта, Греции, Азии, Рима, средневековой Европы и эпохи Возрождения из музеев Парижа, Лондона, Берлина, Каира, Санкт-Петербурга. В состав коллекции входят копия статуи фараона Хефрена, рельефы из гробницы Имхотепа, сфинкса Аменемхет III, столб с законами вавилонского царя Хаммурапи, а также портретные статуи Софокла и Демосфена.
В 2004 году в музее открылась крупная выставка «Натюрморт XVII—XX веков из собрания ГМИИ имени А. С. Пушкина», на которой была представлена коллекция работ из основных художественных школ натюрморта: голландской, фламандской, итальянской и французской. Среди прочих экспонировались работы Менно Симонса, Маттиаса Витхоса, Джузеппе Рекко, Жан-Батиста Шарпантье, Давида Штеренберга, Василия Шухаева, Роберта Фалька, Владимира Вейсберга, Александра Тышлера.